# Eleição estadual de Hamburgo em 2020
Em 23 de fevereiro de 2020, a cidade-estado de Hamburgo, na Alemanha, realiza eleições para a 22 legislatura do Parlamento da cidade, após a Segunda Guerra Mundial.

## Antecedentes
Desde a eleição federal em 2005, Angela Merkel segue como chanceler da Alemanha, através de coalizões com outros partidos, sobretudo com o Social-Democrata (SPD). Nas eleições de 2017, porém, o partido resolveu apostar em um nome próprio para a chancelaria, o então líder da legenda Martin Schulz. Com a sua derrota, Schulz decidiu retirar o partido, do que comumente chama-se, "A Grande Coalizão". Com a intervenção do Presidente da Alemanha, Frank-Walter Steinmeier, o partido voltou atrás e mantem na base de apoio do quarto governo Merkel e, com isso, Olaf Scholz, então prefeito de Hamburgo, foi convidado pela chanceler para ocupar o cargo de Ministro das Finanças, consequentemente, Vice-Chanceler da Alemanha. Isso forçou os sociais-democratas a eleger um substituo na convenção estadual do partido em março de 2018 e, com isso, Peter Tschentscher foi eleito o novo Primeiro Prefeito de Hamburgo.
Outros dois incidentes, que antecederam as eleições em Hamburgo, influenciaram-a: as eleições em Turíngia, que levou o liberal Thomas Kemmerich ao cargo de Ministro-Presidente do estado com o apoio do partido de extrema-direita, Alternativa para a Alemanha, e do partido de Angela Merkel, União Democrata-Cristã (CDU). Desde a criação da AfD, todas forças políticas do país, descartaram qualquer aliança ou cooperação com o partido, conhecido pelo discurso anti-imigração e por ter, dentro de seus membros, neonazistas. Após críticas e pedido da própria Chanceler, Kemmerich renunciou o cargo e forçou o estado a realizar novas eleições. Em Hamburgo, o evento causou impacto na imagem do Partido Democrático Liberal, que tentou distanciar-se do ocorrido, mas, sem muito sucesso. Cartazes de candidatos liberais, em toda a cidade, foram pintados com os dizeres "Nazi", "Nazi Freunde", entre outros.
O massacre na cidade de Hanau, no estado de Hesse, promovido por um alemão de 43 anos, que matou nove pessoas, também foi um tópico que influenciou as eleições em Hamburgo, sobretudo, porque o assassino, que suicidou-se, deixou uma carta de cunho racista, e defendendo ideologias extremistas de direta. Os partidos SPD, Verdes, CDU e Linke, cancelaram seus eventos de campanha por três dias e participaram de uma cerimônia na praça da Prefeitura, ao lado de cidadãos, em memória das vítimas. Também houve uma manifestação em frente a sede estadual do partido de extrema-direita AfD, organizada pela candidata Cansu Özdemir (Linke), que reuniu 3.200 pessoas.

## Principais temas
Dentre os diferentes temas abordados durante as eleições, três se destacaram durante todo o processo e tornarem-se os principais tópicos de discussões: moradia, mobilidade e meio ambiente.

### Moradia
Hamburgo possui um problema de oferta e procura na área de moradia. Existem mais pessoas do que casas e, por isso, o tópico moradia tornou-se o tema principal nas eleições de 2020. O Partido Social-Democrata, que atualmente governa ao lado d’Os Verdes, planeja construção massiva de moradias, para solucionar o problema. Nas últimas eleições estaduais, que levou Olaf Scholz ao cargo máximo da cidade-estado, o partido já havia esse projeto em seu programa de governo. Agora, o partido quer aumentar o número de apartamentos sociais. Diferente do adotado em Berlim, onde o parlamento aprovou um teto para o preço do aluguel, do programa apresentado pelo partido de coalizão, Os Verdes, também dos partidos CDU e FDP, o Social-Democrata não quer impor um limite para o aluguel, mas, sim desenvolver um mecanismo fixo no preço e um limite adicional controlado. O partido Linke, quer que 50% dos novos apartamentos sejam destinados para moradia social. Para o partido de extrema-direita AfD, a solução para o problema de moradia está no controle populacional da cidade. Em seu programa de governo, o partido afirma que Hamburgo não deve ter mais de 2 milhões de moradores. Uma pesquisa feita com pouco mais de mil cidadãos, mostrou que para quase 70% da população, construir novos imóveis e definir um teto no preço do aluguel é a solução mais viável.

### Meio ambiente
Para quase 79% dos moradores de Hamburgo, os temas meio ambiente e mitigação das mudanças climáticas, são importantes ou muito importantes, sobretudo nas eleições de 2020. Não somente para os jovens, mas para os eleitores acima de 65 anos de idade, temas sobre meio-ambiente tornarem-se cruciais. A Aliança 90/Os Verdes é o partido que mais tem propostas nessa área, enquanto FDP, AfD e CDU, apresentam poucas ideias na área.

## Candidatos
| # | Partido                     | Candidato | Candidato                             | Profissão                                                                   |
| - | --------------------------- | --------- | ------------------------------------- | --------------------------------------------------------------------------- |
|   | Social-Democrata            |           | Peter Tschentscher                    | Doutor em Medicina e atual Primeiro Prefeito de Hamburgo                    |
|   | Aliança 90/Os Verdes        |           | Katharina Fegebank                    | Segunda Prefeita de Hamburgo e Senadora para Ciência, Pesquisa e Igualdade  |
|   | União Democrata-Cristã      |           | Marcus Weinberg                       | Historiador e ex-Soldado                                                    |
|   | Die Linke                   |           | Cansu Özdemir                         | Cientista política, antropóloga cultural e membro do Parlamento de Hamburgo |
|   | Democrático Liberal         | -         | Anna-Elisabeth von Treuenfels-Frowein | Membro do Parlamento de Hamburgo                                            |
|   | Alternativa para a Alemanha | -         | Dirk Nockemann                        | Jurista e funcionário público                                               |
|   | Pirata                      | -         | Stephanie Böhning                     | -                                                                           |
|   | Die PARTEI                  | -         | Katharina Luise Lotti Denker          | -                                                                           |
|   | Ecológico                   | -         | Volker Behrendt                       | -                                                                           |
|   | Eleitores Livres            | -         | Katrin Kuntze                         | -                                                                           |
|   | Volt Alemanha               | -         | Mira Alexander                        | -                                                                           |
|   | Humanista                   | -         | Michael Brandt                        | -                                                                           |
|   | Proteção Animal             | -         | Patricia Schröter Morales             | -                                                                           |
|   | Pesquisa Científica         | -         | Ruth Kopelke                          | -                                                                           |
|   | Ação para Proteção Animal   | -         | Maike Drewes                          | -                                                                           |

## Pesquisas de opinião

### Pesquisa boca-de-urna
| Contratante/Instituto         | SPD   | Verdes | CDU   | LINKE | FDP | AfD  | Outros |
| ----------------------------- | ----- | ------ | ----- | ----- | --- | ---- | ------ |
| Contratante/Instituto         |       |        |       |       |     |      | Outros |
| Infratest dimap (ARD)         | 37,5% | 25,5%  | 11,5% | 9%    | 5%  | 4,7% | 6,8%   |
| Forschungsgruppe Wahlen (ZDF) | 38%   | 25,5%  | 11%   | 9,5%  | 5%  | 4,8% | 6,2%   |

### Pesquisas
| Período da pesquisa                         | Contratante/Instituto   | Total de entrevistados | SPD   | Verdes | CDU   | LINKE | FDP  | AfD  | Outros |
| ------------------------------------------- | ----------------------- | ---------------------- | ----- | ------ | ----- | ----- | ---- | ---- | ------ |
| Período da pesquisa                         | Contratante/Instituto   | Total de entrevistados |       |        |       |       |      |      | Outros |
| 19-20 de Fevereiro de 2020                  | Forschungsgruppe Wahlen | 1.184                  | 39%   | 24%    | 12%   | 8,5%  | 5%   | 6%   | 6,1%   |
| 12-17 de Fevereiro de 2020                  | INSA                    | 1.006                  | 38%   | 23%    | 13%   | 8%    | 5%   | 7%   | 6%     |
| 2 de Janeiro-14 de Fevereiro de 2020        | Universität Hamburg     | 1.004                  | 34%   | 32%    | 12%   | 7%    | 6%   | 5%   | 6%     |
| 11-13 de Fevereiro de 2020                  | Forschungsgruppe Wahlen | 1.128                  | 37%   | 25%    | 13%   | 8%    | 4,5% | 7%   | 5,5%   |
| 10-12 de Fevereiro de 2020                  | Infratest dimap         | 1.003                  | 38%   | 23%    | 14%   | 8%    | 5%   | 6%   | 6%     |
| 30 de Janeiro-4 de Fevereiro de 2020        | Infratest dimap         | 1.000                  | 34%   | 27%    | 14%   | 8%    | 5%   | 7%   | 5%     |
| 24-29 de Janeiro de 2020                    | Trend Research Hamburg  | 672                    | 33%   | 24%    | 14%   | 10%   | 7%   | 7%   | 5%     |
| 16-21 de Janeiro de 2020                    | Infratest dimap         | 1.002                  | 32%   | 27%    | 16%   | 8%    | 6%   | 7%   | 4%     |
| 2-7 de Janeiro de 2020                      | Infratest dimap         | 1.000                  | 29%   | 29%    | 15%   | 9%    | 7%   | 7%   | 4%     |
| 18 de Dezembro de 2019-2 de Janeiro de 2020 | Forsa                   | 1.009                  | 29%   | 26%    | 16%   | 10%   | 7%   | 7%   | 5%     |
| 27-31 de Dezembro de 2019                   | Trend Research Hamburg  | 678                    | 32%   | 23%    | 13%   | 13%   | 8%   | 8%   | 4%     |
| 22 de Novembro-20 de Dezembro de 2019       | Civey                   | 2.041                  | 30,4% | 24,1%  | 13,6% | 13,7% | 7,4% | 7,5% | 3,3%   |
| 11-16 de Dezembro de 2019                   | Universität Hamburg     | 1.004                  | 28%   | 26%    | 17%   | 11%   | 6%   | 7%   | 5%     |

## Resultados
O resultado completo e final será divulgado em 24 de Fevereiro de 2020.
Panorama dos resultados das eleições de 2020 para o Parlamento de Hamburgo
|                         |                                   |           |      |      |          |     |               |
| Partido                 | Partido                           | Votos     | %    | +/-  | Assentos | +/- | % de Assentos |
|                         | Partido Social-Democrata (SPD)    | 1.591.098 | 39,2 | 6,4  | 54       | 4   | 43,9          |
|                         | Aliança 90/Os Verdes (Grüne)      | 980.361   | 24,2 | 11,9 | 33       | 18  | 26,8          |
|                         | União Democrata-Cristã (CDU)      | 452.372   | 11,2 | 3,7  | 15       | 5   | 12,2          |
|                         | A Esquerda (Linke)                | 368.471   | 9,1  | 0,6  | 13       | 2   | 10,6          |
|                         | Alternativa para Alemanha (AfD)   | 214.596   | 5,3  | 0,8  | 7        | 1   | 5,7           |
|                         | Partido Democrático Liberal (FDP) | 201.162   | 4,9  | 2,5  | 1        | 8   | 0,8           |
|                         |                                   |           |      |      |          |     |               |
|                         | Die PARTEI (PARTEI)               | 56.775    | 1,4  | 0.5  | 0        | ±0  | 0             |
|                         | Volt Alemanha (VOLT)              | 52.241    | 1,3  | 1.3  | 0        | ±0  | 0             |
|                         | Outros                            | 137.785   | 3,4  |      | 0        | ±0  | 0             |
| Total                   | Total                             | 4.054.861 | 100  |      | 123      | 2   |               |
| Participação do eleitor | Participação do eleitor           |           | 63,2 | 6,7  |          |     |               |